# 李沛兴
李沛兴（1964年2月—），男，汉族，甘肃白银人。1986年8月参加工作，1992年4月加入加入中国共产党。新加坡南洋理工大学管理经济学专业毕业，在职研究生学历，理学硕士，高级工程师，中华人民共和国政治人物。

## 人物经历
毕业于西安冶金建筑学院有色金属冶金专业，曾任中共白银市委常委、白银有色集团有限公司董事长、党委书记。2008年，当选第十一届全国政协委员，代表经济界，分入第三十六组。2014年10月，任甘肃省国有资产监督管理委员会主任、党委书记。2018年1月29日，当选甘肃省人民政府副省长。
2023年1月，在甘肃省第十四届人民代表大会第一次会议上，当选为甘肃省人大常委会副主任。